# Apacheria chiricahuensis
Apacheria chiricahuensis är en tvåhjärtbladig växtart som beskrevs av C.T. Mason. Apacheria chiricahuensis ingår i släktet Apacheria och familjen Crossosomataceae. Inga underarter finns listade i Catalogue of Life.